# District de Gò Công Đông
Gò Công Đông est un district de la province de Tiền Giang dans la delta du Mékong au sud du Viêt Nam. 

## Géographie
La superficie de Gò Công Đông est de 358 km2. 
Le chef lieu du district est Tân Hòa.